# Mihancsik Zsófia
Mihancsik Zsófia (Eger, 1950. szeptember 22. –) magyar újságíró.

## Életpályája
Szülei: Mihancsik Miklós és Kozma Mária. 1970-1974 között az ELTE Állam- és Jogtudományi Karának hallgatója volt. 1975-1976 között a Magyar Televízióban és a Magyar Tudományos Akadémia Szociológiai Intézetében dolgozott. 1977-1993 között a Magyar Rádió tudományos rovatának munkatársa, majd vezető szerkesztője volt. 1993 óta szabadfoglalkozású. 1994-1995 között az Élet és Irodalom interjúrovatának vezetőjeként dolgozott. 1995 óta a Budapesti Negyed szerkesztője. 1995-1997 között az INteRNeTTo című internetes újság vitarovatának vezetője, 1998-2001 között a Számítástechnika című lap szerkesztője volt. 2000-2002 között a Helikon Kiadó könyvszerkesztője volt. 2002-től öt évig a Klubrádióban a Hétzáró műsort készítette. 2006-2008 között a Friderikusz Most című műsor vezető szerkesztőjeként tevékenykedett. 2010-től, annak öt évvel későbbi megszűnéséig, a Galamus hírportál szerkesztője, amely ellenzékbe szorult értelmiségiek, főleg a megszűnt Szabad Demokraták Szövetsége hátországát képező személyiségek véleményfórumaként működik.

## Művei
- Bebukottak (1985) – riporter
- Hajrá, MTK? Hungária-körút. Rendhagyó tudósítás két félidőben egy rendhagyó MTK-mérkőzésről, a magyar fociról és sok másról...; tudósító Mihancsik Zsófia; Háttér, Bp., 1988 (Háttér könyvek)
- A tigris és a majom. Beszélgetés Popper Péterrel (2002)
- Nincs mennyezet, nincs födém. Beszélgetés Nádas Péterrel (2006)
- A tigris és a majom. Popper Péterrel beszélget Mihancsik Zsófia. 2001-2002, 2007; Saxum, Bp., 2007
- Friderikusz – eddig. Beszélgetések Friderikusz Sándorral (2008)
- Mindörökké evolúció; szerk. Mihancsik Zsófia; Nexus, Bp., 2010
- Paul Lendvai: Három élet. Beszélgetés Mihancsik Zsófiával; Kossuth, Bp., 2012
- Individualista történet. Gerő András beszélgetései Mihancsik Zsófiával; ÚMK, Bp., 2012
- Kuncze Gábor: Várjuk ki a végét...Beszélgetés Mihancsik Zsófiával; Kossuth, Bp., 2020